# Сатирикон (роман)

«Сатирико́н» (лат. Satiricon, варианты: Satyricon; Saturae; Satyrae; Satirae; Satirarum libri) — произведение древнеримской литературы, автором которого во всех рукописях указан Петроний Арбитр. Принадлежит к оригинальнейшим творениям мировой литературы. По жанру, начиная с XVII века, принято относить к романам; более древних романов до нашего времени не сохранилось. Время написания не может считаться окончательно установленным, но наиболее вероятен I век н. э., эпоха Нерона.
По традиции мениппей Петроний украсил своё произведение стихотворными вставками. В них он воспроизводит стиль, манеру, метры латинских поэтов-классиков — Вергилия, Овидия, Горация, Гая Луцилия.

## Рукописи и издания
До наших дней сохранились фрагменты из 15-й, 16-й и, может быть, 14-й книги (20-я глава). Сколько всего было книг, неясно. Фрагменты дошли до нас вместе с отрывками из других авторов в рукописях, относящихся не ранее чем к IX—X векам н. э.

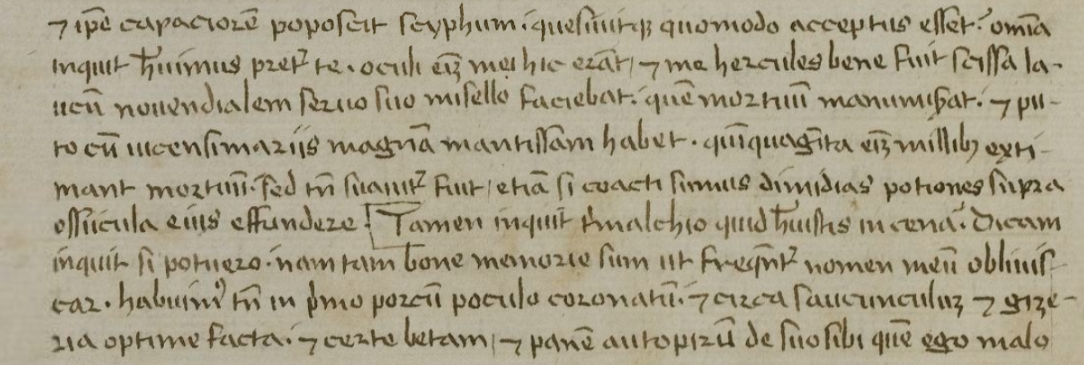
Рукопись XV века

Первое издание фрагментов из Петрония (Codex Bernensis) увидело свет в Милане в конце XV века.
Более полный текст, так называемая скалигеровская копия (Codex Leidensis), был издан в Лейдене в 1575 году.
Самая полная рукопись Петрония (Codex Trauguriensis), содержащая значительную часть «Пира» (гл. 37—78), была найдена в 1650 году в Трогире (Tragurium, итал. Trau) в Далмации и издана в Падуе в 1664. Её полное название Petronii Arbitri Satyri fragmenta ex libro quinto decimo et sexto decimo («Фрагменты сатир Петрония Арбитра из книг пятнадцатой и шестнадцатой»).

### Мистификация Нодо
В 1692 (или в 1693) француз Франсуа Нодо, дополнив «Сатирикон» собственными вставками, опубликовал в Париже якобы полный текст романа с французским переводом, сославшись на рукопись, найденную в Белграде в 1656 году. Подделку вскоре обнаружили, так как она мало помогала выяснению различных трудных мест и противоречий в сохранившемся тексте и содержала довольно много нелепостей и анахронизмов. Однако вставки Нодо и поныне сохраняются в некоторых изданиях и переводах, поскольку они до известной степени помогают связать в одно целое дошедшие до нас во фрагментарном виде главы.

## Жанр
Несмотря на принятое обозначение, вопрос о жанре «Сатирикона» остается дискуссионным, поскольку применение к «Сатирикону» термина «роман» условно даже в его античном понимании. По форме это смесь стихов и прозы (характерная для менипповой сатиры), по сюжету — своеобразный авантюрно-сатирический роман, пародирующий греческий любовный роман.

## Персонажи

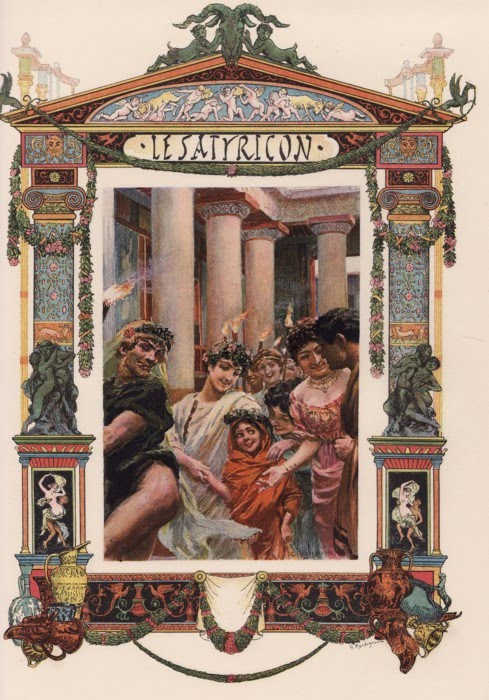
Паннихис и Гитон (иллюстрация Жоржа Рошгросса)

### Основные
- Энколпий — главный герой, от лица которого ведется рассказ, по его же собственным словам «избег правосудия, обманом спас свою жизнь на арене, убил хозяина» (гл. LXXXI, 5—6), «совершил предательство, убил человека, осквернил храм» (гл. СХХХ, 8—10).
- Аскилт — его товарищ, «молодой человек, погрязший во всяческом сладострастии, по собственному признанию достойный ссылки» (гл. LXXXI, 8—9).
- Гитон — 16-летний мальчик, их спутник, предмет их страсти и раздора.
- Эвмолп — старик, нищий бездарный поэт. Присоединяется к компании в третьей части.

### Второстепенные
- Агамемнон — ритор.
- Квартилла — жрица Приапа, женщина с властным и необузданным характером.
- Паннихис — девочка, служанка Квартиллы.
- Трималхион — разбогатевший вольноотпущенник.

## Содержание
То, что дошло до нас от «Сатирикона», представляет собой ряд мало связанных между собой эпизодов, рассказывающих о скитаниях и приключениях компании трёх молодых людей без определенных занятий и с сомнительным прошлым. Эти люди, получив образование, но не имея ни денег, ни твердых моральных устоев, ведут паразитический образ жизни. Гонимые случаем, они скитаются по свету, высматривая, где можно поживиться за чужой счет. Скитальческая жизнь, ссоры и примирения, встречи и расставания составляют сюжетную канву произведения.
Место действия часто меняется; в сохранившихся отрывках приключения героев происходят на юге Италии, в Кампании.
Сохранившиеся главы «Сатирикона» по содержанию можно разделить на три большие части, каждая из которых включает в себя несколько эпизодов.

### Несохранившиеся главы
По сохранившимся главам «Сатирикона» разбросаны намёки на те факты и события, которые происходили в предыдущих 14 книгах. Это прежде всего намёки на преступления Энколпия. Кроме того, из разных мест «Сатирикона» явствует, что в потерянных частях романа должна была быть целая серия любовных приключений Энколпия — с Аскилтом, с Лихом и Гедилой, с Доридой; затем знакомство с Гитоном, с Агамемноном, встречи с Трифеной, её страсть к Гитону. В одном из фрагментов, сохранённых позднейшими грамматиками и схолиастами (их около 30), действие происходит в Массилии. В другом фрагменте фигурирует адвокат Евскион, по-видимому, игравший какую-то значительную роль.

### Первая часть
События, происшедшие с главными героями до того, как они попали на пир к Трималхиону. Она начинается с речи Энколпия, которую тот произносит в школе ритора Агамемнона. Затем следует ссора между Энколпием и Аскилтом из-за коварного Гитона. Потом Энколпий с Аскилтом на рынке пытаются сбыть с рук неизвестно как попавший к ним в руки богатый плащ и заполучить свою старую рваную тунику, в которой зашит кошелек с золотом. Завершает первую часть сцена оргии в гостинице с участием жрицы Приапа Квартиллы.

### Вторая часть
Главы, посвященные описанию «Пира Трималхиона» (лат. Cena Trimalchionis). «Пир Трималхиона» имеет самостоятельную ценность: сравнительно с другими частями «Сатирикона» он хорошо сохранился и отличается композиционной завершенностью, вследствие чего не раз издавался отдельно. Он занимает 51 главу из 141 сохранившейся. Тем не менее для развития сюжета весь этот эпизод не имеет значения: Энколпий и Аскилт являются только свидетелями происходящего там. Язык его являет собой единственный в римской литературе образец вульгарной латыни. «Пир» воспроизводит рамку и некоторые другие композиционные детали, типичные для «симпосия», сократическо-платоновского диалога. «Пир» близок также жанру мима: две из трех стихотворных вставок имитируют, а может быть, и прямо цитируют мимографа Публилия Сира, имя которого здесь упоминается.
В эту часть вставлен рассказ одного из гостей о волке-оборотне (LXI—LXII) — одно из первых в мировой литературе описаний этого персонажа, первое кровожадное его отображение и первое изображение чувств свидетеля превращения в волка.

### Третья часть
События, происшедшие с героями после пира. Эпизоды этой части носят типично романный характер.
Первая сцена после пира — очередная ссора Энколпия с Аскилтом из-за Гитона — выглядит пародией на суд царя Соломона. Противники, взявшись за меч, решают добыть свою долю мечом. Однако, тронутые мольбой Гитона, они соглашаются кончить дело миром, и Аскилт предлагает Гитону самому выбрать себе «брата». Гитон выбирает Аскилта. Отчаянию Энколпия нет предела.
В тоске и обиде Энколпий забредает в местную пинакотеку (эту сцену сопоставляют обычно с началом романа Ахилла Татия «Левкиппа и Клитофонт»), где встречает Эвмолпа. Остановившись перед картиной о гибели Трои, он декламирует поэму на этот сюжет. Собравшаяся публика награждает поэта камнями. Взяв с Эвмолпа слово больше не декламировать, Энколпий идёт с ним обедать. Далее следует возвращение Гитона, фарсовые сцены с попыткой к самоубийству — сначала Энколпия, потом и Гитона, в которых орудием служит заведомо тупая бритва, скандал и драка на постоялом дворе, приход Аскилта, разыскивающего Гитона.
Чтобы избавиться от преследований Аскилта, Энколпий принимает предложение Эвмолпа и вместе с Гитоном всходит на корабль, плывущий в Тарент. На корабле выясняется, что он принадлежит богатым тарентинцам — Лиху и Трифене, с которыми у Энколпия с Гитоном давняя вражда. Перебрав все способы спасения, беглецы решают изменить внешность — побрить головы и брови и поставить на своих лбах знаки клеймёных рабов. Однако с помощью явившегося Лиху во сне Приапа обман раскрыт (Трифене привиделась статуя Нептуна), и Лих обрушивается на них в страшном гневе. Начинается драка, в которой принимают участие все плывущие на корабле. Драка кончается перемирием по инициативе Трифены. Эвмолп составляет мирный договор.
Следующий эпизод — буря на море и кораблекрушение. Энколпия, Гитона и Эвмолпа спасают появившиеся на лодках рыбаки.
Действие последних из сохранившихся частей романа происходит в городе Кротоне, про который некий хуторянин, встретившийся нашим путникам, говорит, что «это древнейший, когда-то первый город Италии». Он объясняет, что главное занятие жителей города — погоня за наследствами. Поняв из этой речи, каким способом можно поживиться в этом городе, Эвмолп решает выдать себя за богача из Африки, потерпевшего кораблекрушение и потерявшего единственного сына — наследника, а Энколпия с Гитоном — за своих слуг.
Бродягам блестяще удается задуманная Эвмолпом мистификация — их окружает толпа искателей наследств. Эвмолп упивается удачей, а Энколпий побаивается разоблачения и всё время ждёт, что «снова придётся удирать и снова впасть в нищенство». Центральный эпизод этой части романа — любовное приключение Энколпия, который принял имя Полиэна, с кротонской красавицей Киркеей. В самый разгар их любовных отношений Приап лишает Энколпия мужской силы. Надеясь вылечиться, он прибегает к услугам старой колдуньи Проселены и жрицы Приапа Энотеи. В конце концов Энколпий сбегает от них, так и не излечившись.
В последних эпизодах романа рассказано о попытке одной из первых дам города, Филомены, навязать Эвмолпу, которого она считает богачом, своих детей — сына и дочку, и об очередной оргии, на этот раз уже с участием многоопытных детей Филомены, во время которой Энколпий исцеляется.
Рукопись обрывается на том, что Эвмолп решает в последний раз перед тем, как покинуть Кротону, поиздеваться над кротонцами. Он составляет завещание, где говорится, что его наследство получит тот, кто согласится публично съесть его труп.

### Вставные новеллы
В третью часть вставлены две новеллы, получившие условные названия «Новелла об уступчивом мальчике» и «Эфесская матрона»; обе звучат из уст Эвмолпа. Первую он рассказывает в пинакотеке в утешение Энколпию, горюющему об измене Гитона. Вторую — матросам на корабле во время трапезы в честь заключённого перемирия. Впоследствии (начиная со Средних веков) она неоднократно перерабатывалась.

## В России
Первый русский перевод В. В. Чуйко вышел в 1882 году. В нём опущены все стихи и купированы многие «неприличные» места. В 1913 году вышел перевод Н. Пояркова.
Павел Муратов дал следующую характеристику романа с художественных позиций «серебряного века»:

Несмотря на крайнюю грубость слов и непристойность отдельных сцен, древний латинский роман производит в конце концов незабываемое впечатление природной грации и странной свежести. Едва ли можно назвать изображённые там нравы испорченными только потому, что в них меньше лицемерия, чем в современной морали.
В начале 1920-х по заказу издательства «Всемирная литература» новый перевод был сделан В. Амфитеатровым-Кадашевым и отредактирован его отцом А. Амфитеатровым, а после эмиграции последнего редактирование «Сатирикона» было передано Б. И. Ярхо, который основательно переработал прозу и заново перевел стихотворные вставки. Книга вышла в 1924 году с «дополнениями» Нодо. Этот перевод и печатается до сих пор, иногда со вставками Нодо, иногда без них. Наиболее известное его издание (без вставок Нодо) — в томе «Античный роман» «Библиотеки всемирной литературы», с которого сканировался тот текст, что есть в интернет-библиотеках, исправлено по латинскому тексту, но вместе с тем в него внесены купюры цензурного характера.
В 1989 году перевод прозаического текста сделал А. К. Гаврилов. По словам Петра Вайля, это — «блестящий, необычный для русского литературного обихода, перевод. Весь на пределе пристойности, на грани срыва в модернизацию, но — удерживаясь на пределе и грани с петрониевской смелостью и мастерством». Оставшиеся фрагменты перевёл М. Л. Гаспаров.
В 2016 году опубликован перевод Г. М. Севера, в котором заново переведены также все стихотворные фрагменты. Издание содержит латинский и русские тексты, подробный комментарий и приложения.

## Экранизации
- Фильм Федерико Феллини «Сатирикон Феллини»
- Фильм Джана Луиджи Полидоро «Сатирикон»